# François Boddaert
 (octobre 2013).
Si vous disposez d'ouvrages ou d'articles de référence ou si vous connaissez des sites web de qualité traitant du thème abordé ici, merci de compléter l'article en donnant les références utiles à sa vérifiabilité et en les liant à la section « Notes et références ».
François Boddaert est un poète, écrivain et éditeur français né en 1951, à Sens.

## Biographie
Après des études à la Sorbonne, (philosophie, art et archéologie), il fonde, en 1978, avec quelques amis — dont Henri Thomas et Gilles Ortlieb — l'association et la revue Obsidiane. En 1980, il ouvre à Sens la librairie Les travaux et les jours et y crée parallèlement le festival Poésie/Musique. L'année suivante, la revue Obsidiane commença à publier des livres, et l'association devint une SARL. Quelques années plus tard, en 1987, il lance la collection Les Solitudes, qui compte à ce jour presque cent volumes.
En 1992, François Boddaert réunit autour de lui  un groupe de poètes pour fonder une nouvelle revue, Le Mâche-Laurier, qui publiera vingt-cinq numéros auxquels collaborèrent plusieurs amis peintres, dont Christian Bonnefoi, Jacques Busse, Frédéric Couraillon, François Dilasser, Claude Faivre, Jean-Louis Gerbaud, Alexandre Hollan, Gérard Titus-Carmel, Sylvie Turpin…(peintres qu'il exposa dans la galerie Icôna, qu'il fonda à Saint-Julien du Sault, en 1999). Le comité de rédaction du Mâche-Laurier était composé de poètes amis, pour la plupart publiés par les Éditions Obsidiane. En 1998, avec Baptiste-Marrey, il est à l'origine de l'association interprofessionnelle Hélikon. L'année 2000 verra la naissance des Colloques de poésie de Villeneuve sur Yonne. Il est, depuis 2010, directeur de la publication de la revue électronique Secousse.

## Publications

### Poèmes
- Ars magna piscandi, éditions du Titre, 1988
- Tombeau du goût français (les Solitudes), éditions Obsidiane, 1987
- Ce livre de malheur, et des corps, Le Temps qu'il fait, 1991
- L'aile du merle Joubert trouvée sur un quai, Mydriase, 1993 (avec des peintures de Jean-Louis Gerbaud)
- Flanc de la servitude, Gallimard, 1998
- Vain tombeau du goût français, La Dragonne, 2002
- Consolations, délire d'Europe, La Dragonne, 2004
- Au branle ancien de cette toujours querelle, S'Ayme à bruire, 2007 (avec des peintures de Pascal Boulage)
- De feu et de couleur, Le Temps qu'il fait, 2011
- Bataille, mes satires cyclothymiques, Tarabuste, 2015, Prix Kowalski de la Ville de Lyon 2016

### Essais
- Ces imbéciles croyants de liberté/le premier Romantisme (1815-1852) - avec Michel Orcel - Hatier, 1990
- Petites portes d'éternité : la mort, la gloire et les littérateurs, Hatier, 1992
- Le preneur de rebut, la gloire de Béranger, Le Temps qu'il fait, 1998
- Pour affoler le monstre. Propos et billevesées d'un entrepreneur de poésie, avec Christian Doumet, éditions Obsidiane, 1997
- Le Portatif de la provocation- avec Olivier Apert- Presses universitaires de Vincennes, 2000
- Franck Venaille, Jean-Michel Place/poésie, 2006
- Éloge de la provocation dans les Lettres & au Dix-Neuvième siècle  - avec Olivier Apert, éditions Obsidiane, 2013
- De la Vertu, disparue des tribunes (Pour réhabiliter Billaud-Varenne, Obsidiane 2017

### Romans et nouvelles
- D'un crime prémédité par lettres, Alphée, 1989
- Melven, roc des chevaux, Le Temps qu'il fait, 1998
- Au bordel des muses, Obsidiane, 2003
- Dans la ville ceinte, Le Temps qu'il fait, 2012

On lui doit également des éditions critiques d'œuvres de Théophile Gautier, Hart Crane, Théophile de Viau, et Paul Verlaine (Les poètes maudits). Il vit actuellement dans l'Yonne.

## Pour approfondir